# Prem Tinsulanonda
Đại tướng Prem Tinsulanonda (tiếng Thái: เปรม ติณสูลานนท์; RTGS: Prem Tinnasulanon; IPA: [Prem tīn.ná.sǔː.lāː.nōn]; 26 tháng 8 năm 1920 - 26 tháng 5 năm 2019) là Đại tướng Quân đội hoàng gia Thái Lan đã nghỉ hưu, từng là Thủ tướng Thái Lan từ 03 tháng 3 năm 1980 đến ngày 04 tháng 8 năm 1988. Ông còn từng là Chủ tịch Hội đồng cơ mật Hoàng gia Thái Lan.
Trong cuộc khủng hoảng chính trị Thái Lan những năm 2000, ông bị Thaksin Shinawatra và những người ủng hộ cáo buộc là một kẻ chủ mưu trong cuộc đảo chính 2006 cũng như trong việc bổ nhiệm của các cơ quan lập pháp sau cuộc đảo chính và Chính phủ lâm thời của Surayud Chulanont. Chính quyền quân sự lật đổ Thaksin một cách bất hợp pháp đã phủ nhận Prem có bất kỳ vai trò chính trị quan trọng.